# Commissario europeo di Cipro
Il commissario europeo di Cipro è un membro della Commissione europea proposto al Presidente della Commissione dal Governo di Cipro.
Cipro ha diritto ad un commissario europeo dal 1º maggio 2004, anno della sua adesione all'Unione europea.

## Lista dei commissari europei di Cipro
| Commissario          | Competenza                                     | Commissione      | Periodo        | Partito      |
| -------------------- | ---------------------------------------------- | ---------------- | -------------- | ------------ |
| Cōstas Kadīs         | Pesca e oceani                                 | von der Leyen II | 2024-in carica | Indipendente |
| Stella Kyriakidou    | Salute e Sicurezza alimentare                  | von der Leyen I  | 2019-2024      | ΔΙΣΥ         |
| Chrīstos Stylianidīs | Aiuti umanitari e Gestione delle crisi         | Juncker          | 2014-2019      | ΔΙΣΥ         |
| Androulla Vassiliou  | Istruzione, Cultura, Multilinguismo e Gioventù | Barroso II       | 2010-2014      | ΔΙΚΟ         |
| Androulla Vassiliou  | Salute                                         | Barroso I        | 2008-2010      | ΔΙΚΟ         |
| Markos Kyprianou     | Salute                                         | Barroso I        | 2004-2008      | ΔΙΚΟ         |
| Markos Kyprianou     | Bilancio                                       | Prodi            | 2004           | ΔΙΚΟ         |